# 39677 Anagaribaldi
39677 Anagaribaldi è un asteroide della fascia principale. Scoperto nel 1996, presenta un'orbita caratterizzata da un semiasse maggiore pari a 3,1694762 UA e da un'eccentricità di 0,1059071, inclinata di 9,41872° rispetto all'eclittica.

## Origine del nome
Il nome dell'asteroide deriva da quello della moglie di Giuseppe Garibaldi, ovvero Ana Maria de Jesus Ribeiro da Silva di Garibaldi (più comunemente nota come Anita).